# 2015 في فنزويلا
فيما يلي قوائم الأحداث التي وقعت خلال عام 2015 في فنزويلا.

## أحداث
- 19 فبراير - الشرطة الفنزويلية تعتقل رئيس بلدية كاراكاس المعارض أنطونيو ليديزما دون مذكرة توقيف في ذكرى اعتقال زعيم معارض آخر هو ليوبولدو لوبيز. واتهمه رئيس فنزويلا نيكولاس مادورو بتنظيم انقلاب بدعم من الولايات المتحدة، لكن الولايات المتحدة نفت ذلك.[1]
- 9 مارس — الرئيس الأمريكي باراك أوباما يوقع أمراً تنفيذياً يعلن فيه أن فنزويلا تشكل تهديداً للأمن القومي للولايات المتحدة.[2]
- 15 مارس — أقرت الجمعية الوطنية قانون التمكين المناهض للإمبريالية للرئيس نيكولاس مادورو، الذي يسمح له بسن التشريعات من 15 مارس إلى 31 ديسمبر.
- 6 ديسمبر – الانتخابات البرلمانية الفنزويلية 2015

## رياضة
- 10 أكتوبر – تصفيات كأس العالم لكرة القدم 2018

### يناير
- 20 يناير – كانزيربيرو (مواليد 1988) مغني فنزويلي.

### فبراير
- 24 فبراير – مقتل كلويفرت روا (مواليد 2000)